# Aechmea rubrolilacina
Aechmea rubrolilacina är en gräsväxtart som beskrevs av Elton Martinez Carvalho Leme. Aechmea rubrolilacina ingår i släktet Aechmea och familjen Bromeliaceae. Inga underarter finns listade i Catalogue of Life.

## Bildgalleri

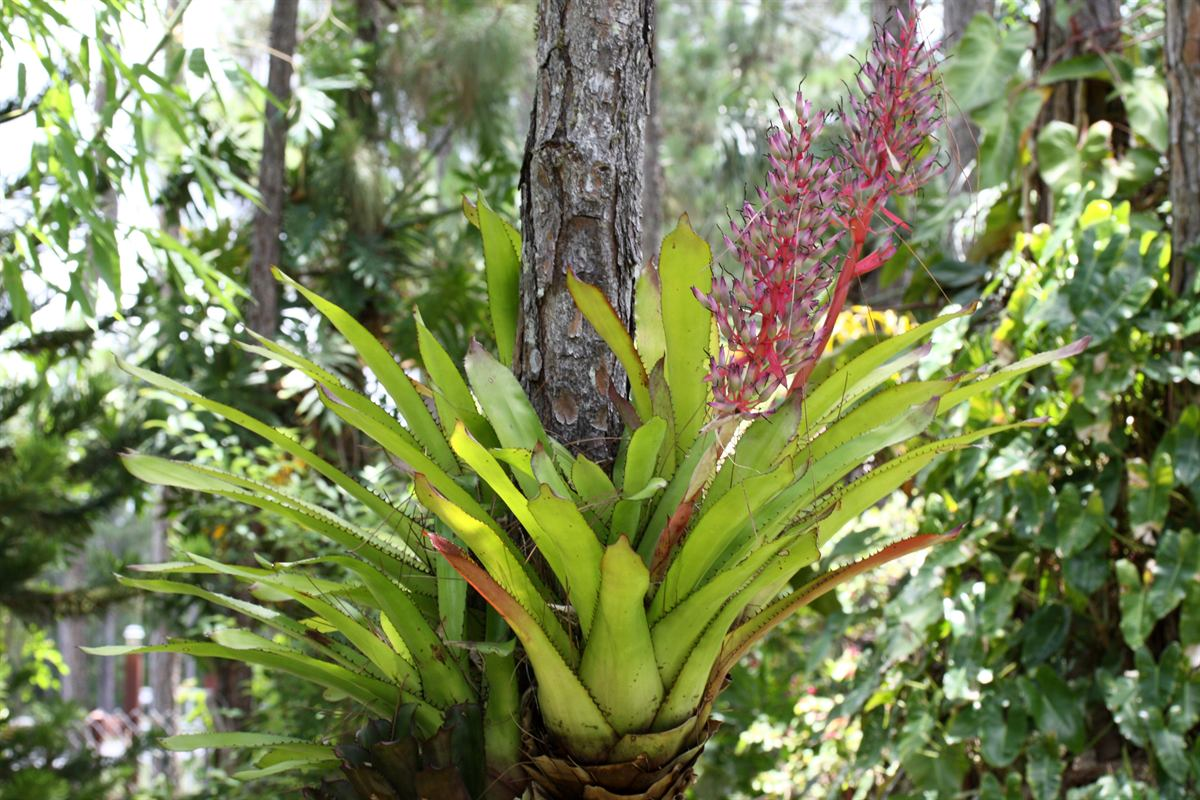